# アメリカ無線中継連盟
アメリカ無線中継連盟（アメリカむせんちゅうけいれんめい、American Radio Relay League(ARRL)）は、アメリカ合衆国最大のアマチュア無線愛好家のための非営利団体である。

## 概要
1914年4月6日、コネチカット州ハートフォードでハイラム・パーシー・マキシムとクラレンス・デントン・タスカによって設立された。ARRLは、米国連邦政府の規制当局に対してアマチュア無線家の利益を代表し、アマチュア無線家に技術的助言や支援を提供し、数多くの教育プログラムを支援し、アメリカ全土の緊急通信業務を支援している。ARRLには約154,000人の会員がいる。ARRLによれば、米国内の会員だけでなく7000人以上の国外の会員もいる。ARRLは多くの書籍と月間の機関誌『QST』を発行している。2014年7月にハートフォードで結成100周年大会を開催した。
ARRLは、米国政府に対するアマチュア無線家の主要な代表組織である。米国議会や連邦通信委員会(FCC)へのロビー活動により機能を実行する。ARRLは、国際電気通信連合(ITU)や世界無線通信会議(WRC)に対してアマチュア無線家の利益を代表する国際組織である国際アマチュア無線連合(IARU)の国際事務局でもある。
本部はコネチカット州ニューイントンにある。7-エーカー (2.8 ha)の敷地には、本部施設のほか、アマチュア無線局W1AW（創設者マキシムの生前のコールサイン）の常置場所がある。地方組織(Field Organization)は、米国全域でその地域での活動を行っている。

## 運営

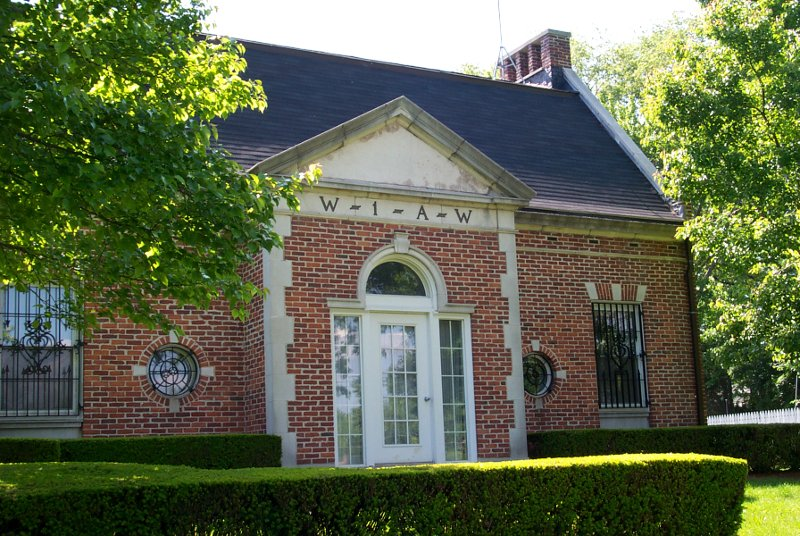
ARRLのW1AWの建物（コネチカット州ニューイントン）

ARRLの組織は、会員から選出されたボランティアの理事会(Board of Directors)によって運営されている。ARRLではアメリカ全土を15の地域に分け、理事は各地域から選出され、その地域の会員を代表する。各地域で理事と副理事を1名ずつ選出される。理事・副理事の任期は3年で、毎年、理事・副理事の3分の1が改選されるように、任期がずらされている。理事会は、組織全体の運営の方針を管理している。理事会は、理事会全体の方針決定を行うため、ARRL理事会のメンバーで構成され、会長(President)が率いる執行委員会(Executive Committee)を任命する。ARRLの役員は、最高経営責任者(CEO)の指揮の下で組織の日々の管理業務を管理する。これらの役員は、理事会が承認する限りその職位を保持するが、理事会に対する投票権はない。
ARRLの地域活動は、地方組織(Field Organization)を通じて実施されている。地方組織は、15の地域を「セクション」(Section)と呼ばれる71の地理的な領域に分割する。各セクションは、ボランティアのセクションマネージャー1名と数名のボランティアメンバーによって運営される。セクションマネージャーは、セクション内に住む会員から選出され、任期は2年間である。 セクションマネージャーは、ボランティアの運営チームを任命する。セクションマネージャは、1人以上のアシスタントセクションマネージャを任意に任命することができる。
ARRL地方組織の重要な機能に、災害（民間防衛・自然災害）時に非常通信を組織的に実施することがある。ARRLのアマチュア無線非常通信業務(ARES: Amateur Radio Emergency Services)プログラムは、ARRL地方組織によって組織されている。地方組織の各セクションごとに、指定されたセクション非常コーディネーター(Section Emergency Coordinator)が配置されている。ARESは、訓練を支援し、政府機関や救援機関との了解覚書(MOU)を確立する。ARESは、ARRLの歴史の中で数えきれない時間の不可欠な補完的非常通信を提供してきた。1989年のサンフランシスコ湾でのロマ・プリータ地震発生時は、数百人のアマチュア無線家が対応し、最初の週だけでのべ3000時間以上がボランティア活動に充てられた。2005年のハリケーン・カトリーナの災害復興では、ARESは数百人のボランティアのアマチュア無線家とともに、復興組織や災害救援を調整する役所に対して通信支援を提供した。
2000を超えるアマチュア無線クラブがARRL提携クラブプログラム(ARRL Affiliated Club Program)に参加している。

## 歴史

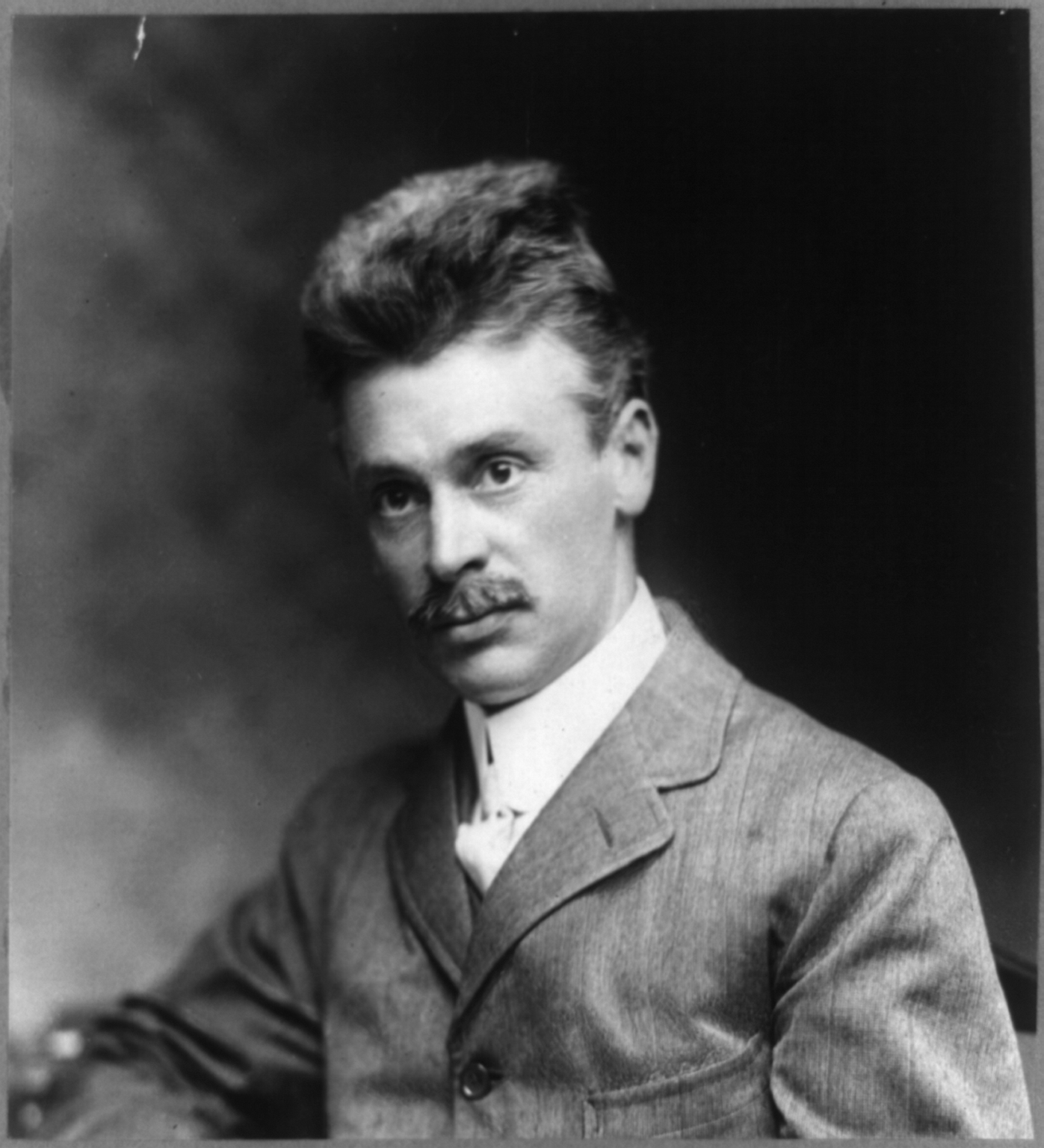
ARRLの共同創設者 ハイラム・パーシー・マキシム（1914年頃）

### 1914年–1920年
ARRLの共同創設者であるハイラム・パーシー・マキシムは、1914年当時、コネチカット州ハートフォードに住むビジネスマン・エンジニア・発明家（マキシム・サイレンサーなど）だった。 彼は活発に活動するアマチュア無線家でもあり、彼の無線局はハートフォード地区で最高の設備を備えた無線局の1つだった。1914年4月のある夜、彼はマサチューセッツ州スプリングフィールドにいるアマチュア無線家にメッセージを送ろうとした。彼の無線局（コールサイン 1WH）の出力は1キロワットで、スプリングフィールドまでは30マイル (48 km)しか離れておらず、正常に通信できる範囲内だった。彼は連絡をとることができず、その中間地点であるコネチカット州ウィンザー・ロックスにいる別のアマチュア無線家を知っていたのを思い出し、彼にメッセージを中継するように頼んだ。その時点で、彼の無線局が正常に通信できる範囲は数百マイルだったので、マキシムは組織されたメッセージ中継システムがあればアマチュア無線家にとって非常に役に立つと認識した。
マキシムはハートフォード無線クラブのメンバーであり、1914年4月のクラブの会合で「アメリカ無線中継連盟」の組織計画を発表した。クラブは、その組織の発展を支援することに同意した。マキシムとクラレンス・D・タスカ（ハートフォード無線クラブの幹事）は申込用紙を作成し、考え得る全てのアマチュア局に送付した。1914年9月までに、ARRLの名簿に記載された局は230を超えていた。
1915年初めに、連盟におけるハートフォード無線クラブの役割について意見の相違が浮上し、2月にARRLがクラブから分離して、コネチカット州の法律下の組織となった。ARRLの財政は不安定であり、収入の大部分は小冊子、地図などの販売によって賄われていた。1915年3月までに600局が加盟し、機器や操作能力の向上により、最大で1000マイル以上の通信可能距離を持つ局も現れ始めていた。ARRLが会員と連絡を取るために何らかの形での会報を発行する必要が生じた。マキシムとタスカは個人的に資金を調達して、1915年12月に機関誌『QST』の第1号が全ての会員に無料で送られた。第1号のQSTは16ページの冊子だった。第2号以降は年間1ドルの予約購読によって提供された。
1916年、連盟の会員数が1000局に近づいたのに伴い、マキシムは東西南北に6局のリレー局からなる幹線を設定し、それぞれの管理者を任命した。メッセージは次第に長距離に中継されるようになり、1917年2月にニューヨークからロサンゼルスにメッセージが送信され、1時間20分で返事が届いた。
1917年、連盟はより正式な組織に再編成された。規約が採択され、12人の理事と4人の役員（マキシム会長とトスカ副会長を含む）が選出され、無線に関心を持つ人は誰でも参加することができるようになった。それから間もなく、アメリカ合衆国が第一次世界大戦に参戦したため、全てのアマチュア無線家に、アンテナを撤去するよう要請する商務省からの手紙が届いた。
第一次世界大戦の間、連盟は軍の通信士へのアマチュア無線家の募集を促進したが、民間人による無線機器の実験は全て禁止されたため、それ以外にはほとんど何もできなかった。1918年11月に停戦協定が調印されたが、米国議会は米国内の全ての無線事業を海軍の管理下に置く法案を提出した。当然、ARRLはその法案に強く反対した。マキシムは議会委員会で証言し、ARRLは効果的な草の根のキャンペーンを組織し、何千人もの人々が野党の議員に連絡を取った。その法案は廃案となり、1919年4月、アマチュア無線家は再びアンテナを設置することを許可されたが、それは受信のためだけだった。
一方、連盟は組織再編が必要となった。会員に債券を売ることで資金を調達する計画が採択され、約7500ドルが調達された。QSTは権利の保有者であるタスカから連盟が買い上げた。ARRLは送信の権限の再開を求めて議会のロビー活動を継続し、1919年11月にアマチュア無線が全面的に復活した。

### 1920年–1964年

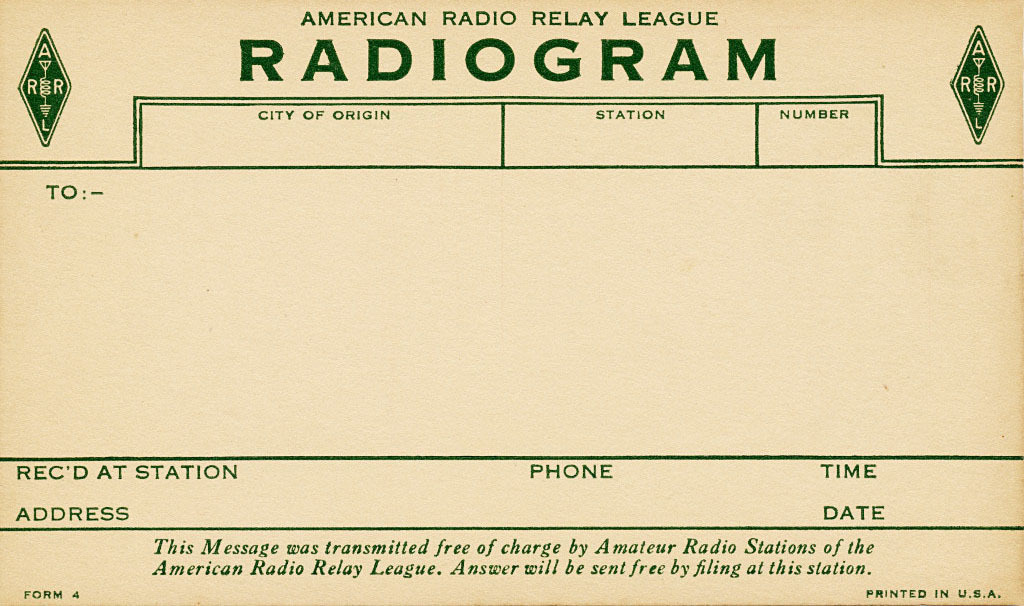
ARRL radiogram delivery postcard, c. 1925

1920年代には、無線の技術が驚異的に発展した。第一次大戦中の需要と無線の商業化の進展によって、無線機器は急速に改善された。より効率的に高周波エネルギーを発生させモールス符号を伝送する連続波システムが標準となるにつれ、火花送信機は急速に消滅した。1923年には、コネチカット州とフランスとの間で初の大西洋横断の双方向通信に成功した。
政府が商業周波数とアマチュア無線用周波数をどのように配分するかについて不確実性があったため、ARRLは帯域を不必要に占有しないように規律を保った。政府への働きかけの結果、アマチュア無線家は多様な周波数帯を使用できるようになった。当初割り当てられたのは1.8、3.5、7、14、28、56MHz帯で、それ以外の周波数帯は後に追加されたものであり、56MHz帯は50MHz帯に変更された。
この期間のその他の活動には、アメリカからのメッセージを速やかに送る大陸間中継、非常時の通信支援、北極探検隊のドナルド・バクスター・マクミランに対するアマチュア無線家の支援（おそらくこれが史上初のDXペディション）などがあった。また、連盟は国際無線会議でのアメリカ代表団の諮問機関として行動し始めた。1925年に国際アマチュア無線連合(IARU)が結成され、ニューイントンに本部が置かれた。
1930年代、世界恐慌が連盟の発展に大きな打撃を与えた。ハイラム・パーシー・マキシムが1936年に死亡した。彼のコールサインW1AWは連盟が継承し、史上初の記念局として使用されている。1937年には、100のカントリーとの通信に対して贈られるDXCCアワードが制定され、今でもアマチュア無線における最高の名誉となっている。アマチュア無線家は、多くの場合ARRL非常通信隊(ARRL Emergency Corps)のもとで、数多くの災害時に支援を行った。連盟の機関誌QSTは、音声、テレビ、VHFの実験を行う無線家のためのフォーラムとしても機能した。
第二次世界大戦中、アメリカ合衆国内のアマチュア無線家に対し再び電波の送受信を行わないよう要請された。ARRLは、民間防衛システムである戦時非常無線業務を開発し、政府の承認を受けた。何千人もの連盟の会員、そして連盟の出版物を通して技術的な訓練を受けた何千人もの人々が戦争に巻き込まれた。1945年後半にアマチュア無線が再開された。戦争終結後は、大量の戦争余剰機器が利用可能だったことから、アマチュア無線家が急激に増加した。単側波帯(SSB)やマイクロ波などの新しい技術での実験が始められた。
1950年代には、アマチュア無線の継続的な発展とそれに伴うARRLの成長が見られた。新しい民間防衛システムが連盟によって開発され、隔離された従事中の会員とその家族とのが定期的に連絡できるようになった。無線機器は急速に改善されたが、テレビへの混信で問題が起こるようになった。1957年の国際地球観測年に、科学者と協力して、ARRLと多くの会員が太陽活動がVHF帯の伝播に及ぼす影響を測定した。
1961年に連盟は「インセンティブ・ライセンス」を奨励し、より高いレベルの操作権限には高いレベルの実証された知識と電信術を必要とするという原則への復帰を求めた。免許を受けた者が高いレベルの知識と技能有していると再確認されるまで、高いレベルの操作権限が停止された。「インセンティブ」は今でも有効であり、最も高いライセンスクラスの保有者だけが全てのアマチュア無線の操作権限を維持する。1964年には、ARRL結成50周年記念郵便切手が発行された。同年、ニューイントンに新しい本部ビルが開設された。

### 歴代会長
これまでに16人のアマチュア無線家がARRL会長になっている。
| 氏名           | コールサイン | 任期      |
| -------------- | ------------ | --------- |
| H.P. Maxim     | W1AW         | 1914-1936 |
| E.C. Woodruff  | W8CMP        | 1936-1940 |
| G.W. Bailey    | W2KH         | 1940-1952 |
| G.L. Dosland   | W0TSN        | 1952-1962 |
| H. Hoover, Jr. | W6ZH         | 1962-1966 |
| R.W. Denniston | W0DX         | 1966-1972 |
| H.J. Dannals   | W2TUK / W2HD | 1972-1982 |
| V.C. Clark     | W4KFC        | 1982-1983 |
| C.L. Smith     | W0BWJ        | 1983-1984 |
| L.E. Price     | W4RA         | 1984-1992 |
| George Wilson  | W4OYI        | 1992-1995 |
| Rod Stafford   | W6ROD        | 1995-2000 |
| Jim Haynie     | W5JBP        | 2000-2006 |
| Joel Harrison  | W5ZN         | 2006-2010 |
| Kay Craigie    | N3KN         | 2010-2016 |
| Rick Roderick  | K5UR         | 2016-     |

## 規制に対する擁護
ARRLは、電力線が妨害電波を放射し、アマチュア無線の活動を妨げるとして、電力線搬送通信(PLC)一種の電力線ブロードバンド(BPL)の規制対応に反対している。ARRLは、FCCに何件かのBPLの干渉報告を提出している。ARRLは、FCCがBPLに関連する規則を策定する際に行政手続法(APA)に違反したと主張して、FCCを訴えた。2008年4月25日、控訴裁判所は、FCCがAPAに違反し、特にFCCの決定に疑問が呈される可能性のあるデータを改竄したというARRLの主張を認めた。

## 事業

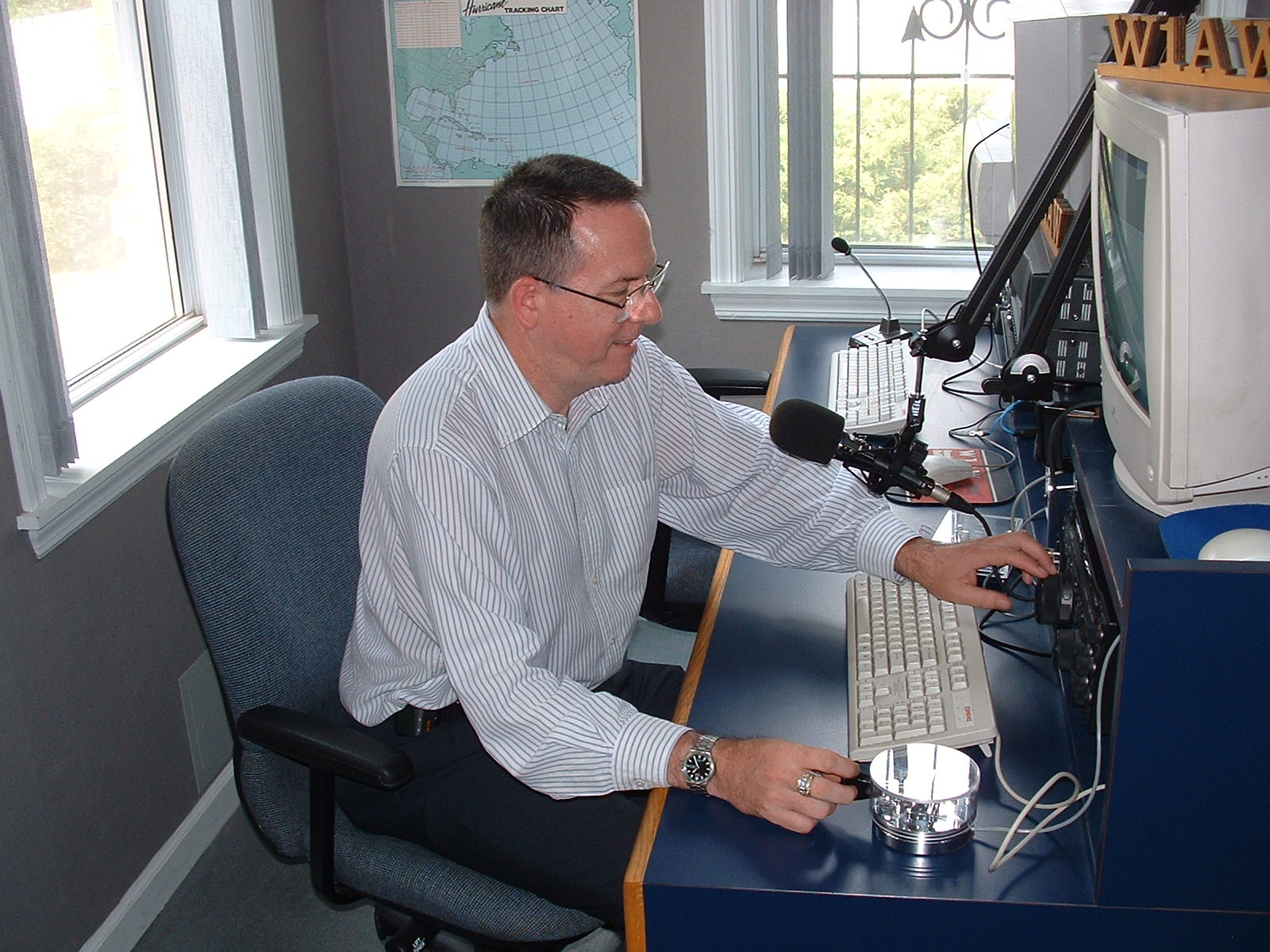
W1AWのスタジオ1でゲスト運用をする人（2004年）

ARRLは、アマチュア無線家に対し様々なサービスを提供している。DXingに関心を持つ会員のために、他の国の無線局とQSLカードを交換するためのQSLビューローを運営している。ARRLは、本部の敷地内に「組織されたアマチュア無線の父」の生きた記念碑としてハイラム・パーシー・マキシム記念局W1AWを維持している。W1AWは、モールス信号を学びたい人のために定期的にモールス信号を送信し、また、アマチュア無線家が関心を持つような様々な報道を放送している。ARRL/VEC(ボランティア試験官コーディネータ)は、3種類の米国アマチュア無線従事者の試験を実施する。FCCは現在、VECとして14の組織を認定しているが、米国のアマチュア無線従事者試験の約3分の2がARRLが主催するVECである。

### 出版
ARRLは、会員と非会員のための出版物や機関誌を発行している。『QST』は月間の会員向けの機関誌であり、題名は「全ての局を呼び出す」という意味のQ符号にちなんでいる。また、無線電子実験を行う人のための『QEX』、コンテスト愛好家のための『ナショナル・コンテスト・ジャーナル』という2冊の隔月刊誌も発行している。
ARRLは、様々な技術書とオンライン講座を発行している。ARRLの会員は、技術文書、アマチュア無線機器の広範な製品レビュー、拡張されたコンテスト情報、ARRLの全刊行物の検索可能なデータベースを含む、ARRLウェブサイトの特別会員限定セクションにアクセスすることもできる。アマチュア無線の年鑑である『ラジオ・アマチュアズ・ハンドブック』が1926年から出版されている。ARRLは、アマチュア無線従事者免許の取得や、より高いレベルの免許を取得するのを支援する一連のマニュアルを発行している。

### コンテスト
ARRLは、年間を通して多くのコンテストを支援している。中でも、ノーベンバー・スウィープステークスと国際DXコンテストは最大のものである。ARRLは、IARU HF世界選手権の本部局としても参加している。フィールドデーは、ARRLによって開催される年1回のイベントで、非常通信のための準備とアマチュア無線の推進に重点を置いている。